# Grand Barbat
Le Grand Barbat est un sommet des Pyrénées françaises dans le département des Hautes-Pyrénées. Il culmine à 2 813 mètres, séparant la vallée de Cauterets du val d'Azun.

## Géographie

### Topographie
À son est se trouve le lac d'Ilhéou, à son ouest le lac Nère, au nord-ouest le sommet du Moun Né et le cirque du Lys.